# Morasverdes
Morasverdes település Spanyolországban, Salamanca tartományban. Morasverdes Aldehuela de Yeltes, El Maíllo, Tenebrón, Serradilla del Arroyo és Dios le Guarde községekkel határos. Lakosainak száma 229 fő (2024).

## Népesség
A település népessége az elmúlt években az alábbi módon változott:
| Lakosok száma | 435  | 392  | 351  | 334  | 310  | 289  | 269  | 254  | 232  | 229  |
|               | 2001 | 2004 | 2007 | 2009 | 2012 | 2014 | 2017 | 2019 | 2022 | 2024 |